# むつき (巡視艇・初代)
むつき（英語: JCG Mutsuki, PC-25）は、海上保安庁が運用していた巡視艇。区分上はPC型、公称船型は25メートル型。

## 概要
本艇は、アメリカ沿岸警備隊の83フィート型巡視艇をタイプシップとして設計された。船質は木、没水部船型ははつなみ型と同様に丸型である。また主機関は、第二次世界大戦中に開発に着手された高回転・大出力の三菱ZC型をもとにしたものとされたが、種々の改造のために製作は遅延した。このために本艇の竣工は予定より4ヶ月遅れとなり、当初計画されていた同型艇の建造は実現しなかった。
タイプシップは600馬力のガソリンエンジンを2基搭載して20ノットの速力を発揮できたとされたが、本艇は海上公試で16ノット以下に留まり、所期の速力を発揮できなかったことから、試作艇の域を出るものではなかった。